# Ichalkaranji
Ichalkaranji ist eine Stadt im Bundesstaat Maharashtra im Westen Indiens. Sie ist Teil des  Distrikts Kolhapur. Ichalkaranj ist in 25 Wards gegliedert und wird als Municipal Council verwaltet. Sie liegt Nahe der Grenze zu Karnataka. Von Ichalkaranji aus sind es nach Mumbai 425 Kilometer.

## Demografie
Die Einwohnerzahl der Stadt liegt laut der Volkszählung von 2011 bei 287.353 und die der Agglomeration bei 325.499. Ichalkaranji hat ein Geschlechterverhältnis von 926 Frauen pro 1000 Männer und damit einen für Indien üblichen Männerüberschuss. Die Alphabetisierungsrate lag bei 85,98 % im Jahr 2011. Knapp 78,3 % der Bevölkerung sind Hindus, ca. 16,0 % sind Muslime, 4,7 % sind Jainas und ca. 1,0 % gehören anderen oder keiner Religionen an. 11,7 % der Bevölkerung sind Kinder unter sechs Jahren.

## Wirtschaft
Die Stadt Ichalkaranji ist bekannt für den Export von Textilwaren und ihre Textilindustrie, was ihr den Spitznamen "Manchester von Maharashtra" eingebracht hat. Daneben befinden sich auch andere Industrien und der Dienstleistungssektor im Aufschwung. Die Stadt gehört sogar zu den wohlhabendsten in Indien, wenn man den Zugang der Bevölkerung zu Konsumgütern und Haushaltsgeräten mit einbezieht.

## Infrastruktur
Der Kolhapur Airport befindet sich ca. 35 Kilometer von der Stadt entfernt.

## Persönlichkeiten
- Subhash Khot (* 1978), Mathematiker